# The Allnighter
The Allnighter es el segundo álbum de estudio del músico estadounidense Glenn Frey, publicado por la compañía discográfica MCA Records en junio de 1984. Supuso el mayor éxito comercial de Frey en solitario al alcanzar el puesto 22 en la lista estadounidense Billboard 200 y conseguir dos top 20 con las canciones «Smuggler's Blues» y «Sexy Girl». The Allnighter fue certificado disco de oro por la RIAA al vender más de medio millón de copias en los Estados Unidos. 
El sencillo «Smuggler's Blues» sirvió de inspiración para un capítulo homónimo de la serie Miami Vice, en el que Frey interpretó un papel como actor secundario. El video musical del sencillo ganó un MTV Video Music Award en 1985.

## Recepción
En una reseña para Village Voice, el periodista Robert Christgau otorgó a The Allnighter una calificación de C y lo criticó como «una melosa pieza de pseudosoul sexista». En una reseña retrospectiva para The Rolling Stone Album Guide, Mark Coleman dio al álbum dos de un total de cinco estrellas y escribió: «Brilla con empuje sintetizado, pero la capa de azúcar no encaja bien con los modales de Frey como loverman blanco de R&B». Por otra parte, el crítico William Ruhlmann comentó que se aleja del «viejo sonido de los Eagles» en favor de una «sensación bluesera y rockera».

## Lista de canciones
Todas las canciones compuestas por Glenn Frey y Jack Tempchin excepto donde se anota.

| N.º   | Título                                                        | Duración |  |
| 1.    | «The Allnighter»                                              | 4:22     |  |
| 2.    | «Sexy Girl»                                                   | 3:30     |  |
| 3.    | «I Got Love»                                                  | 3:49     |  |
| 4.    | «Somebody Else» (Glenn Frey, Hawk Wolinski and Jack Tempchin) | 6:00     |  |
| 5.    | «Lover's Moon» (Frey)                                         | 4:10     |  |
| 6.    | «Smuggler's Blues»                                            | 4:17     |  |
| 7.    | «Let's Go Home»                                               | 5:01     |  |
| 8.    | «Better in the U.S.A»                                         | 3:00     |  |
| 9.    | «Living in the Darkness» (Frey)                               | 4:35     |  |
| 10.   | «New Love» (Frey)                                             | 4:25     |  |
| 43:09 |                                                               |          |  |

## Personal
| - Glenn Frey – voz, guitarra, bajo, batería, teclados, piano y sintetizadores. - Josh Leo – guitarra. - Duncan Cameron – guitarra. - John Robinson – batería. - Michael Huey – batería. - Larry Londin – batería. - David Hood – bajo. - Bryan Garofalo – bajo. - Greg Smith – saxofón. - William Bergman – saxofón. - Al Garth – saxofón. - Allan Blazek – teclados. | - Barry Beckett – piano y sintetizador. - David "Hawk" Wolinski – sintetizador. - Lee Thornburg – trompeta. - Vince Melamed – piano. - Nick DeCaro – orquestación. - Steve Forman – percusión. - Heart Attack Horns - Victor Feldman – coros. - Jack Tempchin – coros. - Oren Waters – coros. - Roy Galloway – coros. - Luther Waters – coros. |

## Posición en listas
| País           | Lista                 | Posición |
| -------------- | --------------------- | -------- |
| Canadá         | Canadian Albums Chart | 57       |
| Estados Unidos | Billboard 200         | 22       |
| Reino Unido    | UK Albums Chart       | 31       |
| Suecia         | Swedish Albums Chart  | 40       |